# Garrya
Garrya é um género botânico pertencente à família Garryaceae.

## Espécies
- Garrya buxifolia
- Garrya congdonii
- Garrya elliptica
- Garrya fadyenii
- Garrya flavescens
- Garrya fremontii
- Garrya laurifolia
- Garrya ovata
- Garrya salicifolia
- Garrya veatchii
- Garrya wrightii

1. ↑  «Garrya — World Flora Online». www.worldfloraonline.org. Consultado em 19 de agosto de 2020